# Kostel svaté Anny (Rožnov pod Radhoštěm)
Kostel svaté Anny v Rožnově pod Radhoštěm se nachází v areálu Valašského muzea v přírodě. Společně s některými ostatními památkově chráněnými objekty skanzenu byl v roce 1995 prohlášen národní kulturní památkou České republiky.

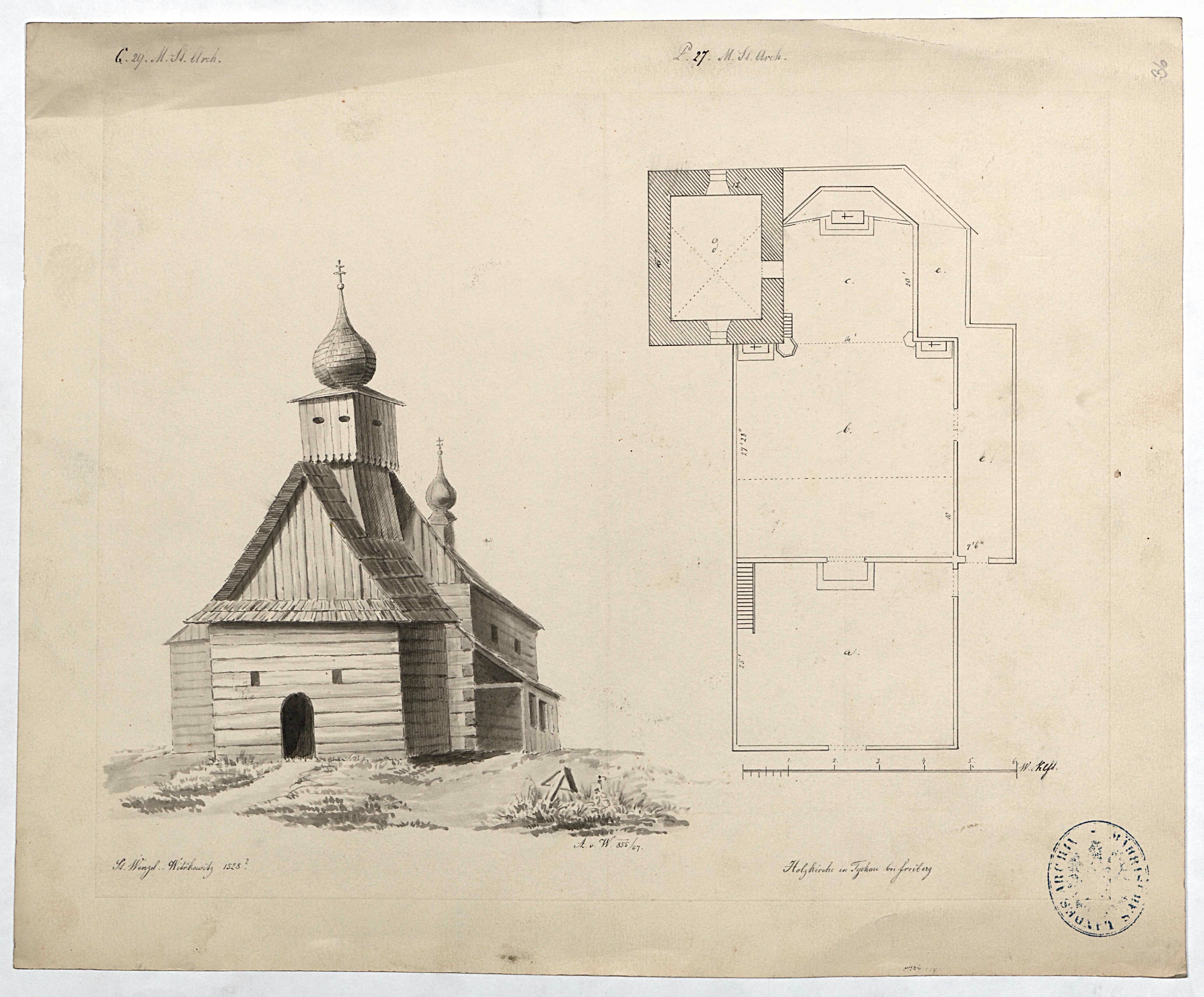
Kresba kostela ve Větřkovicích. Adolf Wolfskron, 1857.

Je volnou kopií kostelíka z bývalé obce Větřkovice (dnes součást Kopřivnice), který vyhořel roku 1887. Rožnovský kostel sv. Anny byl postaven za druhé světové války v letech 1939–1941 a vysvěcen v roce 1945. Kvůli nedostatku financí ve válečných letech nemá stavba roubenou konstrukci, rovněž interiér byl vybaven velmi jednoduše. Loď je nyní vyzdobena 14 zastaveními zrestaurované křížové cesty, která se původně nacházela v předchůdci dnešního rožnovského kostela. Lavice mají po bocích cechovní postavníky a korouhve. Loď od vchodu odděluje tzv. žebráčna.

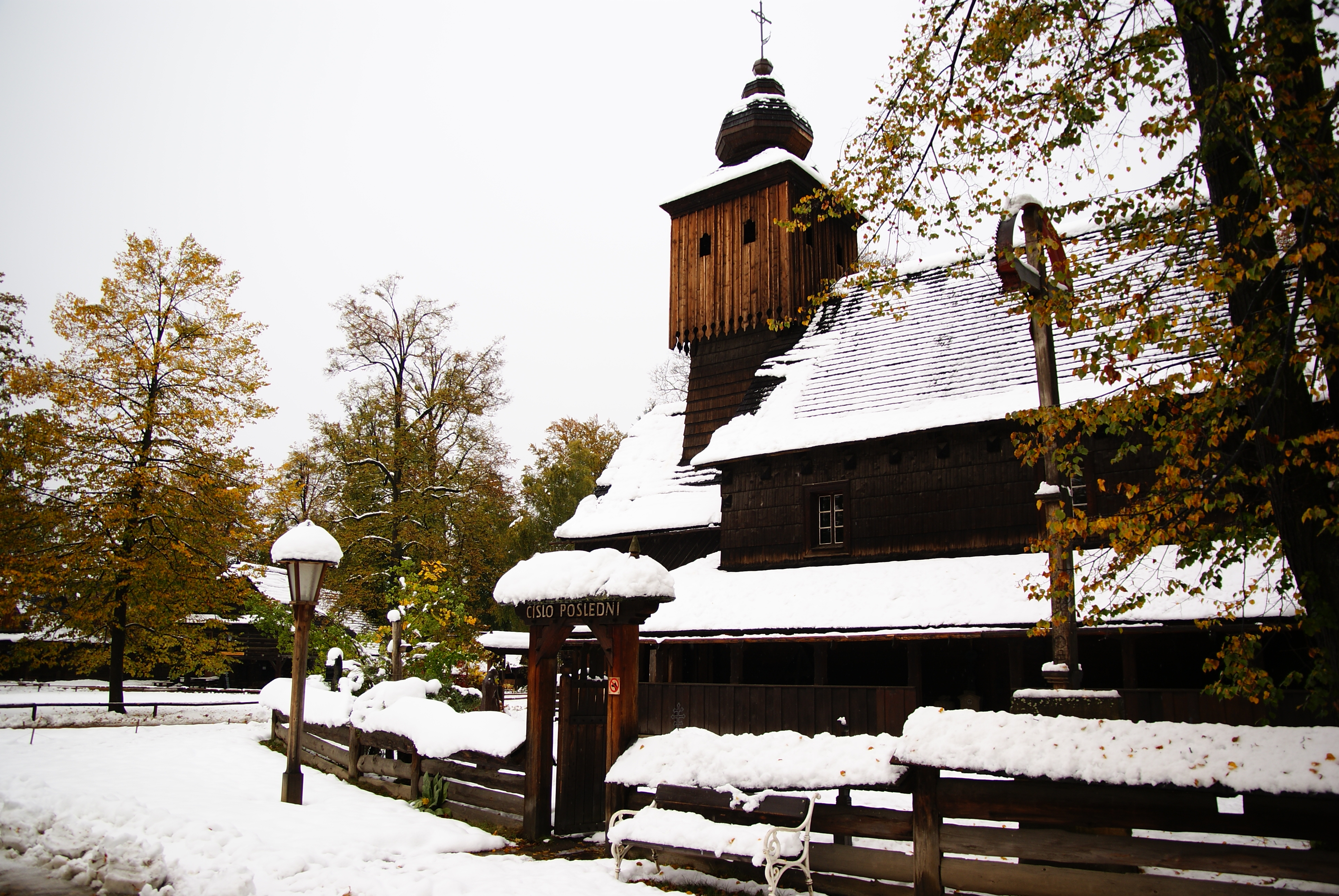
Zimní pohled

Hlavní oltář je zasvěcen patronce kostela sv. Anně, boční oltář sv. Václavu, který byl patronem původního kostela ve Větřkovicích. Interiér kostela včetně kazetového stropu je vymalován podle původního projektu architekta Pazovského z roku 1939.

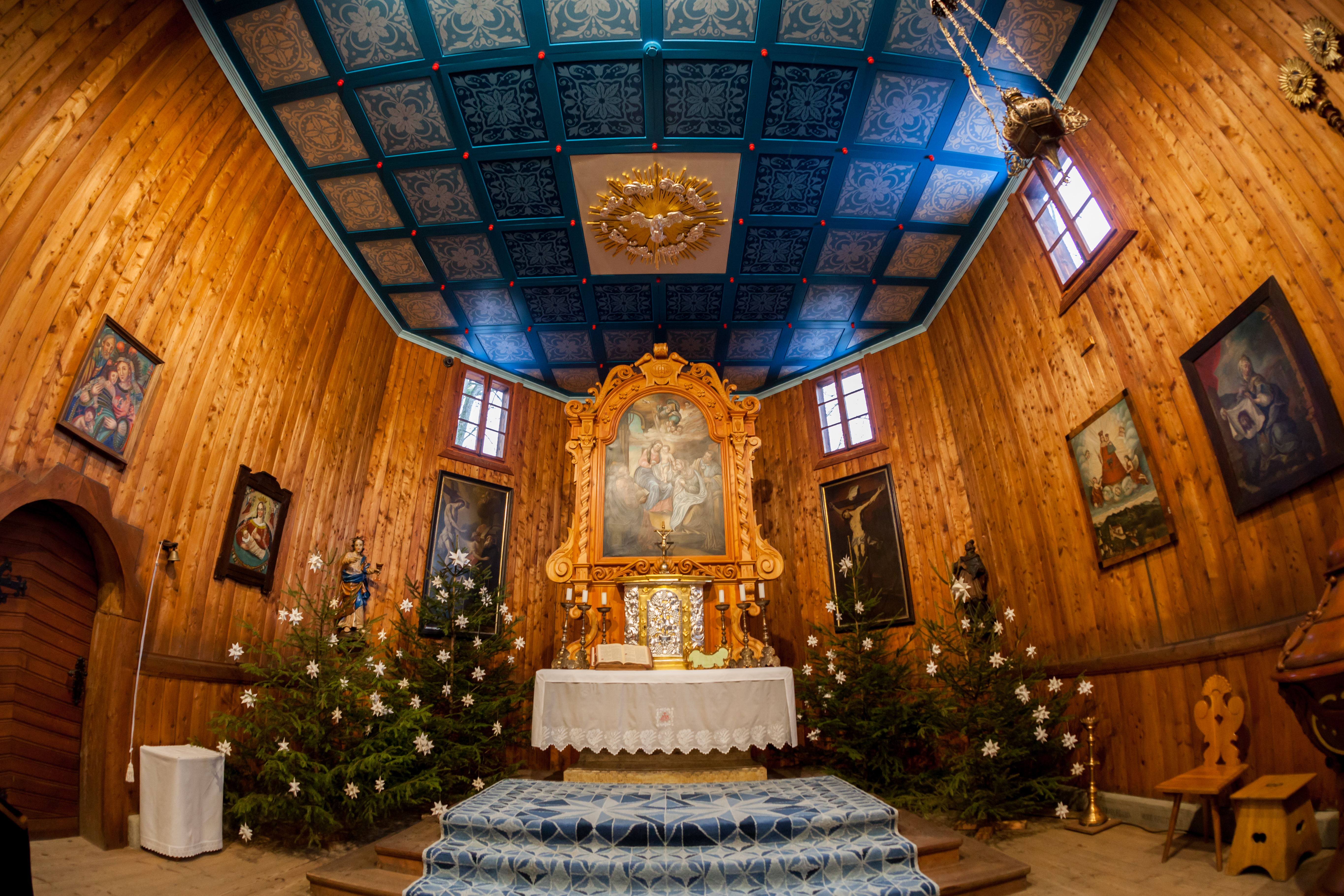
Interiér kostela s vánoční výzdobou

Kostel je obklopen ohrazeným hřbitovem zvaným Valašský Slavín, na kterém jsou pochovány osobnosti významné pro rozvoj místního kraje. Je zde pohřben např. malíř valašské krajiny Jaroslav Frydrych, zakladatelé Valašského muzea, bratři Bohumír a Alois Jaroňkovi, evangelický kněz a autor Broučků Jan Karafiát nebo sportovci Emil Zátopek a Jiří Raška. Kromě hlavního vstupu na něj lze vstoupit boční branou s nápisem Číslo poslední.